# Vysoká nad Labem
Vysoká nad Labem là một làng thuộc huyện Hradec Králové, vùng Královéhradecký, Cộng hòa Séc.